# Eckartsberga
Eckartsberga − miasto w Niemczech, w kraju związkowym Saksonia-Anhalt, w powiecie Burgenland, należące do gminy związkowej An der Finne.
1 lipca 2009 do miasta przyłączono gminy Burgholzhausen i Tromsdorf, terytorium miasta powiększyło się z 20,12 do 35,95 km².

## Geografia
Eckartsberga leży ok. 22 km na zachód od miasta Naumburg (Saale). Przez miasto przebiega droga krajowa B87.
Dzielnice miasta:
- Burgholzhausen
- Funkturmsiedlung
- Lindenberg
- Lißdorf
- Mallendorf
- Marienthal
- Millingsdorf
- Niederholzhausen
- Seena
- Thüßdorf
- Tromsdorf

## Współpraca
- Zwingenberg, Hesja